# ビクトリア州の地方公共団体

ビクトリア州は、5種類の地方公共団体で構成される。紺色はCity、オレンジは、Rural City、ピンクはBorough、緑はShire、薄緑はUnincorporated Areaである

ビクトリア州の地方公共団体（Local government areas of Victoria）では、オーストラリア・ビクトリア州の地方公共団体（Local government area）を取り扱う。
ビクトリア州の地方公共団体は、79で構成される。ビクトリア州には、離島とオーストラリアアルプス山脈に10の非居住地域を持つが、ビクトリア州の統計ではこれら10の非居住地域も地方公共団体としてカウントしている。

## 地方公共団体一覧
| 日本語名                                        | 英語版リンク                   | 地域圏                       |
| ----------------------------------------------- | ------------------------------ | ---------------------------- |
| シティ・オブ・メルボルン                        | Melbourne, City of             | グレーター・メルボルン       |
| シティ・オブ・ポート・フィリップ                | Port Phillip, City of          | グレーター・メルボルン       |
| シティ・オブ・ストニントン                      | Stonnington, City of           | グレーター・メルボルン       |
| シティ・オブ・ヤラ                              | Yarra, City of                 | グレーター・メルボルン       |
| シティ・オブ・バンユール                        | Banyule, City of               | グレーター・メルボルン       |
| シティ・オブ・ベイサイド                        | Bayside, City of               | グレーター・メルボルン       |
| シティ・オブ・ボルーンダラ                      | Boroondara, City of            | グレーター・メルボルン       |
| シティ・オブ・ブリンバンク                      | Brimbank, City of              | グレーター・メルボルン       |
| シティ・オブ・ダレビン                          | Darebin, City of               | グレーター・メルボルン       |
| シティ・オブ・ホブソンズ・ベイ                  | Hobsons Bay, City of           | グレーター・メルボルン       |
| シティ・オブ・キングストン                      | Kingston, City of              | グレーター・メルボルン       |
| シティ・オブ・マニンガム                        | Manningham, City of            | グレーター・メルボルン       |
| シティ・オブ・マリビノン                        | Maribyrnong, City of           | グレーター・メルボルン       |
| シティ・オブ・モナシュ                          | Monash, City of                | グレーター・メルボルン       |
| シティ・オブ・ムーニー・バレー                  | Moonee Valley, City of         | グレーター・メルボルン       |
| シティ・オブ・ホワイトホース                    | Whitehorse, City of            | グレーター・メルボルン       |
| シャイア・オブ・カーディニア                    | Cardinia, Shire of             | グレーター・メルボルン       |
| シティ・オブ・ケイシー                          | Casey, City of                 | グレーター・メルボルン       |
| シティ・オブ・フランクストン                    | Frankston, City of             | グレーター・メルボルン       |
| シティ・オブ・グレーター・ダンデノング          | Greater Dandenong, City of     | グレーター・メルボルン       |
| シティ・オブ・ヒューム                          | Hume, City of                  | グレーター・メルボルン       |
| シティ・オブ・ノックス                          | Knox, City of                  | グレーター・メルボルン       |
| シティ・オブ・マルーンダー                      | Maroondah, City of             | グレーター・メルボルン       |
| シティ・オブ・メルトン                          | Melton, City of                | グレーター・メルボルン       |
| シャイア・オブ・モーニントン・ペニンシュラ      | Mornington Peninsula, Shire of | グレーター・メルボルン       |
| シティ・オブ・ホイットルシー                    | Whittlesea, City of            | グレーター・メルボルン       |
| シティ・オブ・ウィンダム                        | Wyndham, City of               | グレーター・メルボルン       |
| シャイア・オブ・ヤラ・レンジズ                  | Yarra Ranges, Shire of         | グレーター・メルボルン       |
| コーラック・オットウェー・シャイア              | Colac Otway Shire              | 南西地方                     |
| ゴールデン・プレーンズ・シャイア                | Golden Plans Shire             | 南西地方                     |
| シティ・オブ・グレーター・ジーロング            | Greater Geelong, City of       | 南西地方                     |
| ボロ・オブ・クイーンズクリフ                    | Queenscliffe, Borough of       | 南西地方                     |
| サーフ・コースト・シャイア                      | Surf Coast Shire               | 南西地方                     |
| シティ・オブ・バララット                        | Ballarat, City of              | 中央高地・ゴールドフィールズ |
| シャイア・オブ・セントラル・ゴールドフィールズ  | Central Goldfields, Shire of   | 中央高地・ゴールドフィールズ |
| シティ・オブ・グレーター・ベンディゴ            | Greater Bendigo, City of       | 中央高地・ゴールドフィールズ |
| シャイア・オブ・ヘップバーン                    | Hepburn, Shire of              | 中央高地・ゴールドフィールズ |
| シャイア・オブ・ロッドン                        | Loddon, Shire of               | 中央高地・ゴールドフィールズ |
| シャイア・オブ・マセドン・レンジズ              | Macedon Ranges, Shire of       | 中央高地・ゴールドフィールズ |
| シャイア・オブ・ミッチェル                      | Mitchell, Shire of             | 中央高地・ゴールドフィールズ |
| シャイア・オブ・ムーラブール                    | Moorabool, Shire of            | 中央高地・ゴールドフィールズ |
| シャイア・オブ・マウント・アレクサンダー        | Mount Alexander, Shire of      | 中央高地・ゴールドフィールズ |
| シャイア・オブ・カンパスペ                      | Campaspe, Shire of             | グルバーン・ヴァレー         |
| シティ・オブ・グレーター・シェパートン          | Greater Shepparton, City of    | グルバーン・ヴァレー         |
| シャイア・オブ・モイラ                          | Moira, Shire of                | グルバーン・ヴァレー         |
| シャイア・オブ・ストラスボギー                  | Strathbogie, Shire of          | グルバーン・ヴァレー         |
| アルパイン・シャイア                            | Alpine Shire                   | ビクトリア北東部地方         |
| ルーラル・シティ・オブ・ベナラ                  | Rural City of Benalla          | ビクトリア北東部地方         |
| (*)フォールズ・クリーク・アルパイン・リゾート   | Falls Creek Alpine Resort      | ビクトリア北東部地方         |
| シャイア・オブ・インディゴ                      | Indigo, Shire of               | ビクトリア北東部地方         |
| (*)レイク・マウンテン・アルパイン・リゾート     | Lake Mountain Alpine Resort    | ビクトリア北東部地方         |
| シャイア・オブ・マンズフィールド                | Mansfield, Shire of            | ビクトリア北東部地方         |
| (*)マウント・ブラー・アルパイン・リゾート       | Mount Buller, Alpine Resort of | ビクトリア北東部地方         |
| (*)マウント・ホーサム・アルパイン・リゾート     | Mount Hotham Alpine Resort     | ビクトリア北東部地方         |
| (*)マウント・スターリング・アルパイン・リゾート | Mount Stirling Alpine Resort   | ビクトリア北東部地方         |
| シャイア・オブ・マリンディンディ                | Murrindindi, Shire of          | ビクトリア北東部地方         |
| シャイア・オブ・トウォング                      | Towong, Shire of               | ビクトリア北東部地方         |
| ルーラル・シティ・オブ・ワンガラタ              | Wangaratta, Shire of           | ビクトリア北東部地方         |
| シティ・オブ・ウォドンガ                        | Wodonga, Shire of              | ビクトリア北東部地方         |
| バス・コースト・シャイア                        | Bass Coast Shire               | ジップスランド地方           |
| シャイア・オブ・ボー・ボー                      | Baw Baw, Shire of              | ジップスランド地方           |
| シャイア・オブ・イースト・ギプスランド          | East Gippsland, Shire of       | ジップスランド地方           |
| シティ・オブ・ラトローブ                        | Latrobe, City of               | ジップスランド地方           |
| (*)マウント・ボー・ボー・アルパイン・リゾート   | Mount Baw Baw Alpine Resort    | ジップスランド地方           |
| サウス・ギプスランド・シャイア                  | South Gippsland Shire          | ジップスランド地方           |
| シャイア・オブ・ウェリントン                    | Shire of Wellington            | ジップスランド地方           |
| ルーラル・シティ・オブ・アララト                | Ararat, Rural City of          | ビクトリア西部地方           |
| コランガマイト・シャイア                        | Corangamite Shire              | ビクトリア西部地方           |
| シャイア・オブ・グレネルグ                      | Glenelg, Shire of              | ビクトリア西部地方           |
| シャイア・オブ・モイン                          | Moyne, Shire of                | ビクトリア西部地方           |
| ピレニーズ・シャイア                            | en:Pyrenees Shire              | ビクトリア西部地方           |
| シャイア・オブ・サザン・グランピアンズ          | Southern Grampians, Shire of   | ビクトリア西部地方           |
| シティ・オブ・ウォーナンブール                  | Warrnambool, City of           | ビクトリア西部地方           |
| シャイア・オブ・ハインドマーシュ                | Hindmarsh, Shire of            | ウィメラ地方                 |
| ルーラル・シティ・オブ・ホーシャム              | Horsham, Rural City of         | ウィメラ地方                 |
| シャイア・オブ・ノーザン・グランピアンズ        | Northern Grampians, Shire of   | ウィメラ地方                 |
| シャイア・オブ・ウエスト・ウィメラ              | West Wimmera, Shire of         | ウィメラ地方                 |
| シャイア・オブ・ヤリアンビアック                | Yarriambiack, Shire of         | ウィメラ地方                 |
| シャイア・オブ・ブローク                        | Buloke, Shire of               | ザ・マリー地方               |
| シャイア・オブ・ガナワラ                        | Gannawarra, Shire of           | ザ・マリー地方               |
| ルーラル・シティ・オブ・ミルデューラ            | Mildura, Rural City of         | ザ・マリー地方               |
| ルーラル・シティ・オブ・スワン・ヒル            | Swan Hill, Rural City of       | ザ・マリー地方               |